# 호남119특수구조대
호남119특수구조대(湖南119特殊救助隊)는 중앙119구조본부의 소관사무를 분장하는 소속기관이다. 2015년 11월 30일 발족하였으며, 전남 화순군 이양면 학포로 327에 위치하고 있다. 대장은 소방정으로 보한다.
2015년 11월 출범한 뒤 광주북부소방서를 임시 청사로 사용하면서 전남 화순군을 입지로 선정하여 2017년 9월 11일 화순군 이양면에 자리한 옛 이양면복지회관 임시청사로 이전했다. 2019년에 화순군 이양면 율계리 현 위치에 신청사를 완공해 이전을 완료했다.

## 연혁
- 2013년 9월 17일: 중앙119구조본부 소속으로 익산·여수119화학구조센터 설치.[3]
- 2015년 11월 30일: 중앙119구조본부 소속으로 호남119특수구조대 설치.[4] 익산·여수119화학구조센터를 소속기관으로 편입.[5]

## 관할구역
- 광주광역시
- 전라남도
- 전북특별자치도
- 제주특별자치도

## 소속기관
119화학구조센터
| 명칭                | 사진 | 위치                                      | 관할구역                             |
| ------------------- | ---- | ----------------------------------------- | ------------------------------------ |
| 익산119화학구조센터 |      | 전북특별자치도 익산시 함열읍 다송리 886-1 | 전북특별자치도                       |
| 여수119화학구조센터 |      | 전라남도 여수시 중흥2로 10                | 광주광역시, 전라남도, 제주특별자치도 |